# Combeaufontaine
Combeaufontaine ist eine französische Gemeinde im Département Haute-Saône in der Region Bourgogne-Franche-Comté. Sie gehört zum Kanton Jussey im Arrondissement Vesoul.

## Geographie
Combeaufontaine liegt auf einer Höhe von 250 m über dem Meeresspiegel, zwölf Kilometer westlich von Port-sur-Saône und etwa 22 Kilometer westnordwestlich der Stadt Vesoul (Luftlinie). Das ehemalige Straßenzeilendorf erstreckt sich im Westen des Départements, in der leicht gewellten Landschaft auf dem Plateau westlich der Saône, in einer Talmulde im Quellgebiet des Ravin.
Die Fläche des 12,19 km² großen Gemeindegebiets umfasst einen Abschnitt im Bereich des Plateaus westlich des Saônetals. Der zentrale Teil des Gebietes wird von der Talmulde des Ravin eingenommen, der hier entspringt und für die Entwässerung nach Süden zur Saône sorgt. Flankiert wird diese Mulde von der Hochfläche von Combeaufontaine, die eine durchschnittliche Höhe von 280 m erreicht. In der Talniederung und auf dem Plateau herrscht landwirtschaftliche Nutzung vor, doch gibt es auch größere Waldflächen, insbesondere im Bereich der Gemeindegrenzen. Südlich des Ortes erstrecken sich die Waldhöhen des Bois de Confracourt (bis 320 m) und des Bois de la Chaille (306 m). Im Südwesten befindet sich der Bois du Moutrot, im Westen der Bois du Champ-Ramey (318 m) und im Norden der Bois le Chanoi. Nach Nordosten reicht das Gemeindeareal auf die Waldhöhe des Chatey, auf der mit 332 m die höchste Erhebung von Combeaufontaine erreicht wird.
In geologischer Hinsicht befindet sich Combeaufontaine in einem Übergangsgebiet. Der südliche Teil besteht aus einer Wechsellagerung von kalkigen und sandig-mergeligen Sedimenten der oberen Jurazeit, während im Norden ältere Schichten der mittleren Jurazeit zutage treten. Das Gebiet wird durch mehrere in Richtung Nord-Süd verlaufende Verwerfungen unterteilt.
Nachbargemeinden von Combeaufontaine sind Semmadon und Arbecey im Norden, La Neuvelle-lès-Scey im Osten, Confracourt im Süden sowie Cornot und Gourgeon im Westen.

## Geschichte
Im Mittelalter gehörte Combeaufontaine zur Freigrafschaft Burgund und darin zum Gebiet des Bailliage d’Amont. Der Ort war Mittelpunkt einer Herrschaft, die zur Hälfte dem Prior von Moutherot und dem Prior von Morey unterstand. Zusammen mit der Franche-Comté gelangte Combeaufontaine mit dem Frieden von Nimwegen 1678 definitiv an Frankreich. In den Jahren 1814 und 1815 wurde der Ort von vorbeiziehenden Truppen heimgesucht. Heute ist Combeaufontaine Teil des Gemeindeverbandes Hauts du Val de Saône.

## Sehenswürdigkeiten

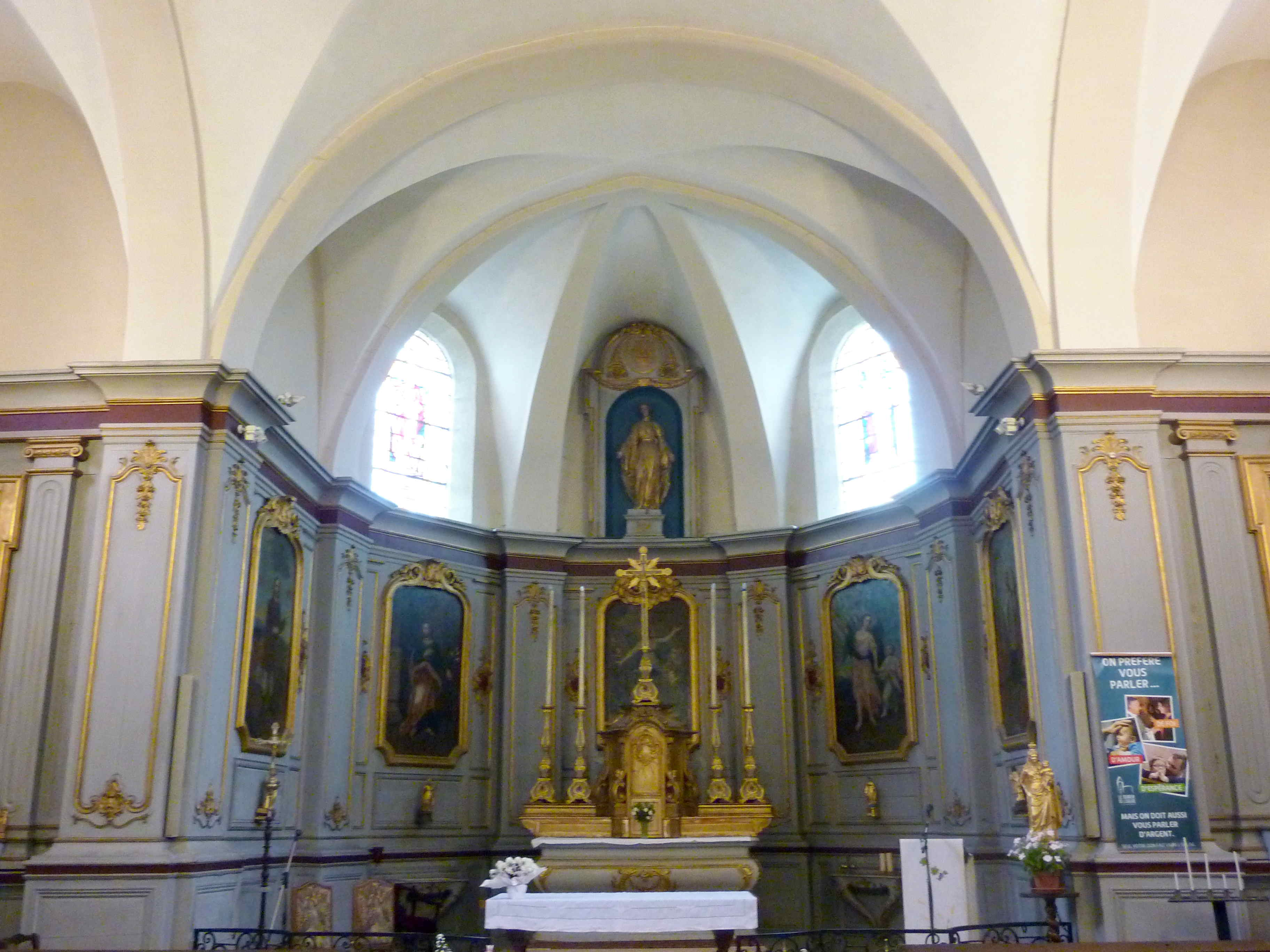
Innenansicht der Himmelfahrts-Kirche

Die Himmelfahrts-Kirche (Église de l'Assomption) in Combeaufontaine wurde um 1700 neu erbaut. Sie besitzt eine beachtenswerte Ausstattung, darunter Mobiliar im Louis-XV-Stil, Gemälde aus dem 16. und 18. Jahrhundert sowie mehrere Grabplatten. 
Auf dem Dorfplatz vor der Mairie (Gemeindehaus) steht ein überdachter Brunnen (um 1830).

## Bevölkerung
| Jahr                       | 1962 | 1968 | 1975 | 1982 | 1990 | 1999 | 2006 | 2013 | 2020 |
| Einwohner                  | 412  | 379  | 347  | 421  | 446  | 496  | 538  | 546  | 544  |
| Quellen: Cassini und INSEE |      |      |      |      |      |      |      |      |      |

Mit 555 Einwohnern (1. Januar 2022) gehört Combeaufontaine zu den mittelgroßen Gemeinden des Départements Haute-Saône. Nachdem die Einwohnerzahl in der ersten Hälfte des 20. Jahrhunderts deutlich abgenommen hatte (1886 wurden noch 676 Personen gezählt), wurde seit Mitte der 1970er Jahre wieder ein kontinuierliches Bevölkerungswachstum verzeichnet.

## Wirtschaft und Infrastruktur
Combeaufontaine war lange Zeit ein vorwiegend durch die Landwirtschaft (Ackerbau, Obstbau und Viehzucht) und die Forstwirtschaft geprägtes Dorf. Die Wasserkraft des Ravin wurde früher für den Betrieb einer Mühle genutzt. Heute gibt es verschiedene Betriebe des lokalen Kleingewerbes, vor allem in den Branchen Feinmechanik, Baugewerbe, Landmaschinenbau und Holzverarbeitung. In den letzten Jahrzehnten hat sich das Dorf zu einer Wohngemeinde gewandelt. Viele Erwerbstätige sind deshalb Wegpendler, die in den größeren Ortschaften der Umgebung ihrer Arbeit nachgehen.
Die Ortschaft ist verkehrstechnisch gut erschlossen. Sie liegt an der Hauptstraße N19, die von Vesoul nach Langres führt. Weitere Straßenverbindungen bestehen mit Gray, Scey-sur-Saône-et-Saint-Albin, Faverney und Jussey.